# لوكاس ايمانويل غوميز
لوكاس ايمانويل غوميز (بالإسبانية: Lucas Gómez)‏ (6 أكتوبر 1987 بمندوزا في الأرجنتين - ) هو لاعب كرة قدم أرجنتيني في مركز الهجوم. لعب مع Alumni Athletic Club ‏.

## وصلات خارجية
- لوكاس ايمانويل غوميز على موقع قاعدة بيانات كرة القدم.إي يو (الإنجليزية)
- لوكاس ايمانويل غوميز على موقع Soccerway.com (الإنجليزية)